# Ibérisme

Drapeau ibériste proposé en 1854.

L'ibérisme est un mouvement politique et culturel qui défend le rapprochement et l'amélioration des relations à tous les niveaux entre l'Andorre, l'Espagne et le Portugal (les Ibères) et, en dernier lieu, leur union politique,. 
Initialement, il fut essentiellement promu par les mouvements républicains et socialistes d’Espagne et Portugal, particulièrement durant le XIXe siècle, lorsque les projets nationalistes intégrateurs, tels que le Risorgimento italien ou l'Unité allemande, connurent un écho favorable. Le Diccionario de la lengua española (dictionnaire de la langue espagnole) définit comme « une doctrine qui prône l'union politique ou un plus grand rapprochement de l'Espagne et du Portugal ». Elle entre en concurrence avec les récits de construction nationale de l'Espagne et du Portugal.
L'ibérisme se diffère du panibérisme dans la mesure où, alors que l'ibérisme concerne strictement les territoires péninsulaires, le panibérisme inclut les territoires qui ont été historiquement liés aux deux principales cultures ibériques : les Espagnols et les Portugais ; incluant ainsi une grande partie du continent américain, ainsi que des territoires en Afrique et en Asie, dans cet ordre.

## Historique

### Géographie et culture

La Péninsule ibérique.

Article principal : Péninsule ibérique
Le Portugal et l'Espagne partagent une unité géographique qui se manifeste par une longue frontière commune (1214 km), par le passage de fleuves importants (Minho, Douro, Tage, Guadiana), par le même climat, par la même économie rurale qui produit les mêmes aliments : huile d'olive, vin, céréales, légumineuses, viande... ; par la même utilisation de la terre avec une base romaine et arabe, ou par le même type de société liée à la région ou à la vallée d'origine.
En outre, les deux pays partagent une histoire, parfois commune, parfois parallèle, avec une évolution cohérente et différenciée du reste de l'Europe. De la domination romaine, wisigothique et arabe à la formation des royaumes chrétiens médiévaux et à l'idéal commun de la Reconquête, fondé sur le double objectif de l'expulsion de l'Islam et de l'unification des royaumes sous une seule couronne, en passant par l'âge des découvertes, l'union dynastique aeque principaliter des trois couronnes de la péninsule ibérique sous un même souverain de la Maison d'Autriche, la guerre d'indépendance espagnole (appelée guerre péninsulaire au Portugal), la quadruple alliance (1834) contre les guerres carliste et migliste, le pacte ibérique (1942), et enfin l'entrée des deux pays dans l'Union européenne. 
La langue portugaise, parlée par plus de 200 millions de personnes dans le monde, est très proche de l'espagnol, parlé par plus de 500 millions de personnes dans le monde. Tous deux ont une similarité lexicale de 89%, plus que l'espagnol avec le catalan (85%), l'italien (82%) ou le français (75%). De plus, le portugais partage d'énormes similitudes avec le galicien, puisqu'ils proviennent de la même langue médiévale, le galaïco-portugais.

### XVIe–XVIIesiècles

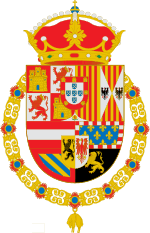
Armoiries des rois de la Maison de Habsbourg, également en tant que souverains du Portugal. Les armes du Portugal se distinguent de celles de la Castille et de l'Aragon.

Article principal : Le Portugal sous les Habsbourg
Sous l'Ancien Régime, les tentatives d'union ibérique sont nées de la politique matrimoniale encouragée entre la Maison portugaise d'Avís et la Maison de Trastámara, puis la Maison de Habsbourg du côté espagnol.
À la suite de la mort du roi Henri Ier du Portugal en janvier 1580, son neveu, le roi Philippe II d'Espagne, fils d'Isabelle du Portugal et donc petit-fils du roi Manuel Ier du Portugal, affirme sa prétention au trône portugais, son armée bat son rival Antonio, prieur de Crato, à la bataille d'Alcantara et assure la succession en se proclamant roi en septembre. Philippe II est finalement reconnu comme roi du Portugal aux Cortes de Tomar (1581), qui établissent l'intégration du royaume du Portugal dans la monarchie espagnole. Ainsi, le royaume du Portugal a été intégré dans le système polisinodial dans lequel le Conseil du Portugal était l'organe de médiation et de négociation de l'orientation des décisions du monarque espagnol concernant les questions relatives au royaume du Portugal.
Cependant, les guerres du monarque espagnol en Europe affectent les territoires portugais et le commerce dans ses territoires d'outre-mer, et l'interventionnisme de la Castille dans les affaires portugaises, notamment financières, conduit à une rébellion qui met sur le trône le duc de Bragance, proclamé roi Jean IV. Finalement, le traité de Lisbonne (1668) met fin à la guerre et l'Espagne reconnaît l'indépendance du Portugal. Dès lors, l'Espagne et le Portugal se comportent de manière antagoniste.